# Procès de Francfort
Pour les articles homonymes, voir Procès d'Auschwitz.
Le procès de Francfort, aussi connu sous le nom de second procès d'Auschwitz, fut constitué d'une série de jugements rendus par la justice ouest-allemande entre le 20 décembre 1963 et le 19 août 1965. L'instruction concernait le rôle de 22 prévenus dans le cadre de la Shoah et, particulièrement, de leur implication dans le fonctionnement du camp de concentration d'Auschwitz.

## Premier procès d'Auschwitz
La plupart des officiers du camp, y compris Rudolf Höss, qui en fut le commandant sur la plus longue période, avaient été jugés, en 1947, lors de procès menés par le Tribunal national suprême de Pologne à Varsovie pour ce qui concerne Höss et à Cracovie pour 40 autres prévenus. Ces premiers procès faisaient suite au procès de Nuremberg pour lequel de nombreux prévenus avaient été entendus comme témoins et renvoyés devant une autre juridiction pour être jugés. Dans la plupart des cas, la peine de mort avait été prononcée.

## Déroulement du procès
Richard Baer, commandant du camp de mai 1944 à janvier 1945, devait être jugé à Francfort. Il meurt lors de sa détention, le 17 juin 1963. Rudolf Höss et Arthur Liebehenschel avaient été jugés en 1947 : Höss à Varsovie en mars 1947 et Liebehenschel lors du premier procès. Les personnes jugées à Francfort sont donc des officiers SS ayant, par exemple, pris part aux Selektionen ainsi que des Kapos, détenus à qui les Nazis confiaient des tâches de surveillance et disciplinaires à l'encontre de leurs co-détenus. Certains d'entre eux y avaient mis un zèle tout particulier. Dans le cadre du procès, environ 360 témoins dont 210 rescapés furent entendus. Le procès se déroula dans le Bürgerhaus Gallus à Francfort-sur-le-Main qui fut converti pour l'occasion en tribunal.
Le Procureur général Fritz Bauer, qui avait lui-même été interné dans un camp de concentration à Heuberg en 1933, conduisit les débats. Bauer était au moins autant intéressé par le fait de mettre en exergue le rôle joué par le camp d'Auschwitz dans le programme génocidaire allemand que de poursuivre, individuellement, des personnes impliquées dans son fonctionnement. Ceci explique peut-être le relativement faible nombre de prévenus (22) au regard des 6000 à 8000 SS impliqués dans son fonctionnement de 1940 à 1945. Ces personnes furent jugées pour des meurtres et d'autres crimes commis d'initiative et non pour ceux qu'ils auraient perpétrés en application des ordres reçus, ce que la législation allemande considérait être de la complicité de meurtre non suffisante pour établir une responsabilité au premier degré. Un membre de la SS ayant pris part au gazage de milliers de détenus ne pouvait ainsi être poursuivi que pour complicité de meurtre. En revanche, si, d'initiative, il avait battu à mort un prisonnier, il pouvait être poursuivi pour meurtre, parce qu'il avait perpétré un crime sans en avoir reçu l'ordre.
Bauer fut contredit sur ce point par le jeune Helmut Kohl, membre de l'Union chrétienne-démocrate d'Allemagne (CDU). Bauer sollicita et obtint l'aide de l'Institut d'histoire contemporaine à Munich. Les historiens suivants servirent de témoins lors du procès: Helmut Krausnick, Hans-Adolf Jacobsen, Hans Buchheim et Martin Broszat. Ces experts, sur base de leurs travaux réalisés dans le cadre du procès publièrent, en 1965, un ouvrage intitulé Anatomie des SS-Staates (éditions Walter, Olten). 
Les informations concernant les accusés étaient en possession de la République fédérale allemande depuis 1958 mais le procès n'avait pu voir le jour plus tôt en raison de querelles juridiques. Le procès était public et permit de mettre en lumière, auprès du plus grand nombre, les éléments constitutifs de la Shoah en lien avec le comportement de ceux qui en furent le bras armé. Six accusés furent condamnés à la prison à vie et d'autres reçurent la peine maximale en regard des charges pesant sur eux. Cinq furent acquittés et relaxés.
Le petit nombre d'accusés et la relative faiblesse des condamnations n'empêche pas le procès d'ouvrir la voie. À la suite du second procès d'Auschwitz, les procès de Bełżec, Sobibór, Treblinka et Majdanek permettent de faire condamner une partie des membres responsables de la politique d'extermination et met l'Allemagne face à ses responsabilités dans l'organisation méthodique de la Shoah. 

### Jugements
Selon Bauer, la trop grande publicité accordée au procès fut responsable de l'échec de celui-ci. Selon lui, les médias dépeignaient, a priori, l'ensemble des prévenus comme étant des monstres effrayants, ce qui permit au peuple allemand de prendre ses distances face à sa responsabilité et à sa culpabilité morale vis-à-vis de ce qui s'était déroulé à Auschwitz et qui n'était plus présenté que comme le fait d'un très petit nombre d'individus qui n'étaient pas des Allemands "normaux". Plus encore, le fait que la loi allemande ne permette pas de poursuivre pour meurtre les crimes commis en application des ordres reçus semblait, pour Bauer, venir légitimer la politique génocidaire des nazis. Il écrivit plus tard que cette situation a nourri le fantasme d'un très petit nombre d'individus réellement coupables face à l'immense majorité de ceux qui ont agi sous la contrainte et contrairement à leur vraie nature, comme si l'Allemagne, durant ces années, avait été sous domination nazie et n'ayant d'autre choix que d'appliquer ces ordres. Mais, conclut-il, « ceci n'a pas grand-chose à voir avec la réalité historique. Il y avait de virulents nationalistes, impérialistes, antisémites et haineux à l'égard des Juifs. Sans ceux-ci, Hitler aurait été impensable ».
| Nom                       | Rang, titre ou rôle                                        | Sentence                         |
| ------------------------- | ---------------------------------------------------------- | -------------------------------- |
| Stefan Baretzki           | Blockführer (chef de block)                                | Prison à vie plus 8 ans          |
| Emil Bednarek             | Kapo                                                       | Prison à vie                     |
| Wilhelm Boger             | Gestapo                                                    | Prison à vie plus 5 ans          |
| Wilhelm Breitwieser       | Häftlingsbekleidungskammer                                 | Relaxé                           |
| Pery Broad                | Gestapo                                                    | 4 ans d'emprisonnement           |
| Victor Capesius           | pharmacien                                                 | 9 ans d'emprisonnement           |
| Klaus Dylewski            | Gestapo                                                    | 5 ans d'emprisonnement           |
| Willy Frank               | Chef du service de dentisterie                             | 7 ans d'emprisonnement           |
| Emil Hantl (de)           | Sanitätsdienstgrad (service médical)                       | 3 ans et demi d'emprisonnement   |
| Karl-Friedrich Höcker     | adjoint du commandant du camp                              | 7 ans d'emprisonnement           |
| Franz-Johann Hofmann (de) | Chef de la détention préventive                            | Prison à vie                     |
| Oswald Kaduk              | Rapportführer (sous-officier SS)                           | Prison à vie                     |
| Josef Klehr               | Service médical                                            | Prison à vie plus 15 ans         |
| Dr Franz Lucas            | SS Obersturmführer                                         | 3 ans et 3 mois d'emprisonnement |
| Robert Mulka              | adjoint du commandant du camp                              | 14 ans d'emprisonnement          |
| Gerhard Neubert           | HKB Monovitz (Häftlingskrankenbau, infirmerie des détenus) | Relaxé                           |
| Hans Nierzwicki           | HKB Auschwitz I                                            | Relaxé                           |
| Willi Schatz              | dentiste SS                                                | Acquitté et relaxé               |
| Herbert Scherpe (de)      | SS Oberscharführer                                         | 4 ans et demi d'emprisonnement   |
| Bruno Schlage (de)        | SS Oberscharführer                                         | 6 ans d'emprisonnement           |
| Johann Schobert (de)      | Département politique                                      | Acquitté et relaxé               |
| Hans Stark                | Gestapo                                                    | 10 ans d'emprisonnement          |

### Adaptations littéraires et cinématographiques
Le texte des débats du procès de Francfort a été adapté sous forme théâtrale par Peter Weiss dans Die Ermittlung (en français L'instruction), dès 1965.
Le film Le Labyrinthe du silence (2014) s'inspire du procès de Francfort. Il retrace la recherche de preuves menée, sous la supervision de Fritz Bauer, par le jeune procureur Johann Radmann (personnage composite), décisives pour l'ouverture du procès.
Le roman d'Annette Hess Deutsches Haus (2018), traduit en français sous le titre La Maison allemande (Actes Sud 2019), revient longuement sur ce procès.

## Procès complémentaire de 1977
En 1977, un procès complémentaire se tint à Francfort contre deux membres de la SS pour meurtres perpétrés dans le camp annexe de Lagischa (en polonais: Lagisza) et la marche de la mort du camp de Golleschau à Wodzisław Śląski (en allemand : Loslau) .

## Filmographie
- Fritz Bauer, un procureur contre le nazisme, film documentaire de Catherine Bernstein, 57 minutes, Arte France, 2018
- La Maison Allemande (Deutsches Haus): Mini-série, 2023